# 夏侯详
夏侯詳（434年—507年），字叔業，谯郡谯县（今安徽省亳州市谯城区）人，南朝宋、南朝齐、南朝梁政治人物。夏侯霸七代孙。

## 生平
十六岁丧父，在父亲墓旁建廬居住三年，有三足雀飛来聚集在廬门，人们都很惊异。服喪结束，豫州刺史殷琰召他为主簿。
泰始二年（466年），殷琰在豫州起兵反对宋明帝，宋明帝派遣輔国将軍劉勔討伐殷琰。攻防数月，殷琰知道必敗，向北魏求救。夏侯詳说：「今回举兵本效忠節，拥立先皇孝武帝的儿子晋安王刘子勋，如果社稷有奉，就朝廷归順，不可屈身向異域称臣」，说服殷琰。派夏侯詳出城会见劉勔，表明殷琰投降的要求，劉勉許可。夏侯詳到城下呼城中之人说明情况，当日殷琰出城投降。
劉勔为豫州刺史，夏侯詳为属下主簿。夏侯詳为新汲令，有治绩。段佛荣担任豫州刺史，夏侯詳为属城表。转任治中從事史，迁任別駕。
齐朝时蕭鸞为豫州刺史，厚遇夏侯詳。蕭鸞掌握政权，召還夏侯詳到建康，对他有重任。夏侯詳、裴叔業经常与蕭鸞日夜商议自立为帝事。夏侯詳说：「不为福始，不为禍先」。蕭鸞于是派他出任征虜長史、義陽郡太守。建安戍被北魏包围，夏侯詳为建安戍主，兼边城新蔡二郡太守，率光城郡、弋陽郡、汝陰郡之兵救援。夏侯詳大軍到达建安戍，北魏軍撤退。北魏在淮上置荊亭戍，作为南征据点，夏侯詳率精鋭兵士攻打，北魏軍敗，捨城逃走。
建武末年，夏侯詳召還为游擊将軍，又出任南中郎司馬、南新蔡郡太守。永元元年（499年）南康王蕭宝融为荊州刺史，夏侯詳转任西中郎司馬、新興郡太守，蕭宝融赴任他作为先導。始安王蕭遙光在建康起兵，荊州中兵参軍劉山陽的副手潘紹谋反。夏侯詳将潘紹骗出，在城門斬潘紹，江陵州府安定。转任司州刺史，没有赴任。
蕭衍起兵反对萧宝卷，夏侯詳和蕭穎冑在荆州响应。蕭宝融即位为和帝，夏侯詳为中領軍，加散騎常侍、南郡太守。军国大事，蕭穎冑与夏侯详相談後決定。蕭穎冑死後、夏侯詳送使者到襄陽迎接蕭衍之弟蕭憺，让他辅佐和帝。和帝授予夏侯詳禁軍軍权，允許出入殿省，夏侯詳固辞不受。转任侍中、尚書右僕射。任使持節、撫軍将軍、荊州刺史，夏侯詳固辞让给蕭憺。
天監元年（502年），萧衍建立梁朝，召夏侯詳为侍中、車騎将軍，封寧都县侯。夏侯詳还是辞让，改任右光禄大夫，侍中如故，改封丰城县公。天監二年（503年）请求致仕，解任侍中、進特進。天监三年（504年）七月出任使持節、散騎常侍、車騎将軍、湘州刺史，在州有政绩。
天監六年（507年）征入朝为侍中、右光禄大夫，没有到达建康，改任尚書左僕射、金紫光禄大夫，侍中如故。卒于途中，享年七十四岁。追贈開府儀同三司。谥号景。

## 子女
- 夏侯亶
- 夏侯夔

## 延伸阅读
[在维基数据编辑]
 《梁書/卷10》，出自姚思廉《梁書》
 《南史·卷55》，出自李延壽《南史》